# Stadshaven Goes

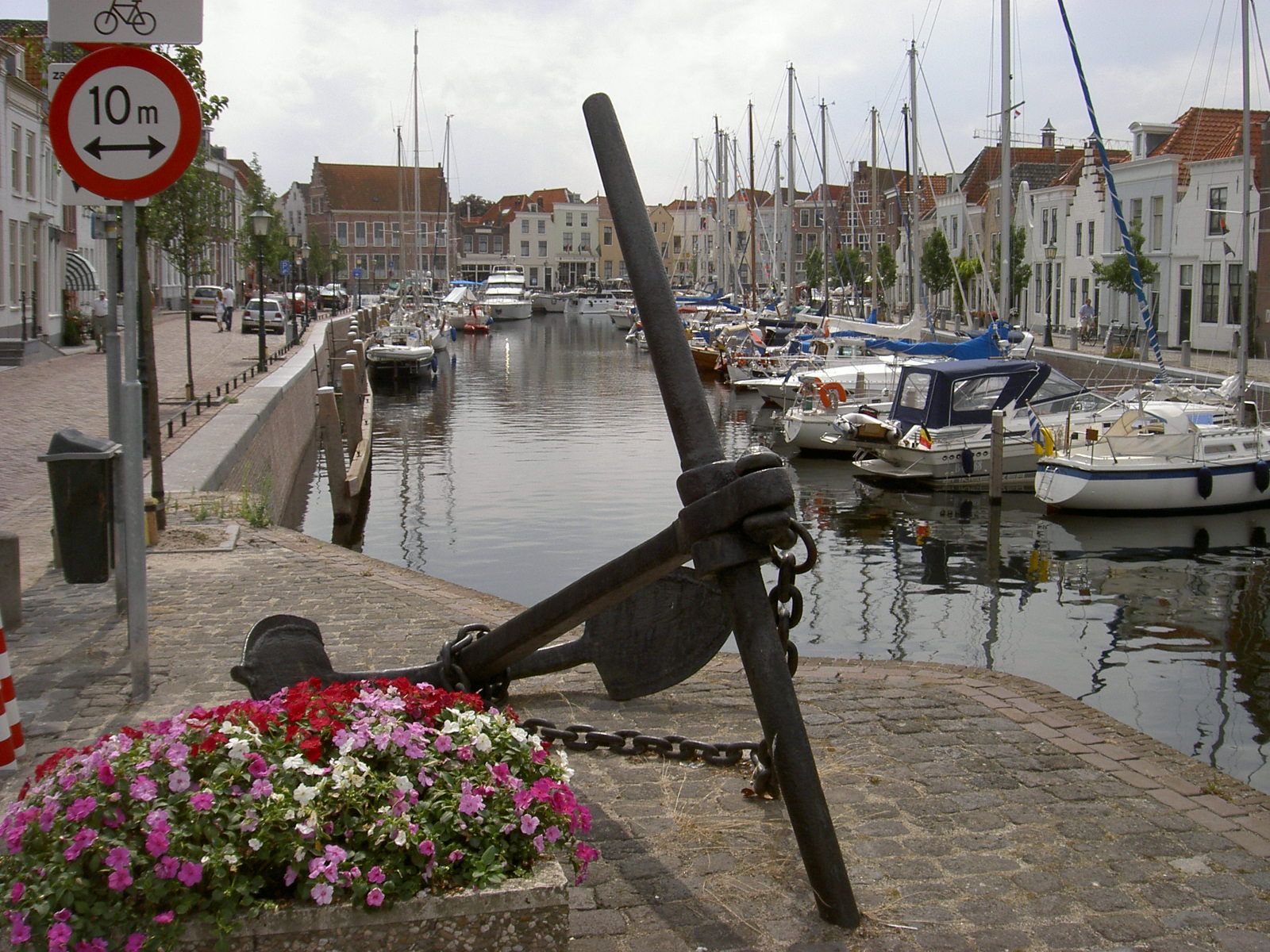
Stadshaven van Goes

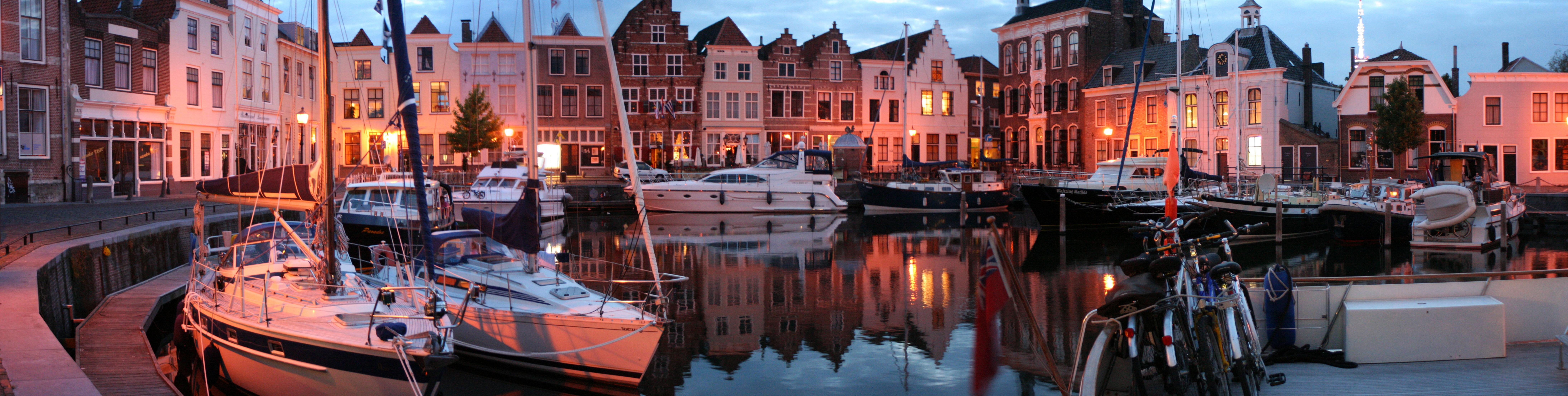
Stadshaven van Goes

De Stadshaven Goes, ook wel Stadshaven van Goes, is de voormalige haven van de stad Goes, in de Nederlandse provincie Zeeland. Tegenwoordig is de haven in gebruik als jachthaven.
De haven bevindt zich in het centrum en heeft via het kanaal Goes - Goese Sas een verbinding met de Oosterschelde. De kademuren van de stadshaven zijn een rijksmonument.
Rondom de stadshaven staan historische huizen waaronder het 't Soepuus, een voormalige getijdewatermolen. De namen van enkele straten rond de Stadshaven herinneren aan producten die historisch van grote betekenis waren voor de Goese economie, namelijk Bierkade en Turfkade. 
Het is een traditie dat Sinterklaas aankomt in de stadshaven van Goes.